# 大拟锉蛤
大拟锉蛤（学名：Limopsis tokaiensis）是魁蛤目笠蚶科笠蚶属的一种。

## 分佈
主要分布于中国大陆的東中國海海域，常栖息在潮下带100-800米。